# Deutzia ogatai
Deutzia ogatai là một loài thực vật có hoa trong họ Tú cầu. Loài này được Koidz. mô tả khoa học đầu tiên năm 1929.